# الغوازل مرصع

تعديل مصدري - تعديل

الغوازل مرصع هي إحدى قرى عزلة سباح بمديرية سباح التابعة لمحافظة أبين، بلغ تعداد سكانها 139 نسمة حسب تعداد اليمن لعام 2004.